# カナダ大西洋州

カナダ大西洋州（緑色部分）

カナダ大西洋州（カナダたいせいようしゅう、英語: Atlantic Provinces）または大西洋カナダ（たいせいようカナダ、英語: Atlantic Canada）は、カナダの州のうち大西洋に面している4州の総称。
ニューブランズウィック州、プリンスエドワードアイランド州、ノバスコシア州、ニューファンドランド・ラブラドール州を指す概念である。大西洋州、大西洋沿岸諸州、アトランティック・カナダとも表記される。
そのうちニューファンドランド・ラブラドール州を除く3州は沿海州と呼ばれる。ケベック州は州域の一部が大西洋に面しているが、通常大西洋州からは除かれる。